# Alexis de Turios
Alexis de Turio o Alexis de Turios (Turios o Turio (en griego: Θούριοι), Magna Grecia, región hoy perteneciente a Italia, ca. 375-275 a. C.) fue un cómico conocido en Atenas durante la llamada comedia media.

## Vida
Consiguió su primera victoria en las Leneas en el año 350 a. C. Al parecer fue también tío de Menandro, aunque un tratado de comedia afirma que este fue su alumno. La Suda reseña que escribió 245 comedias, de las que han llegado 130 títulos, con un número aproximado de 340 fragmentos y una suma de 1000 versos en total. Plutarco afirma que vivió 106 años, y que murió mientras estaba siendo coronado en el teatro.

## Obra y estilo
Aulo Gelio defiende que las obras de Alexis influyeron en los comediógrafos de Roma, incluso en Sexto Turpilio y Plauto. Los gramáticos alejandrinos, en el catálogo que formaron, sólo nombran a Antífanes y a Alexis de Turio como clásicos de la comedia nueva, pero se sabe que hubo cerca de cuarenta comediógrafos que cultivaron este género.
No queda apenas nada de las obras, tan solo títulos, algunos de los que se pueden citar para hacerse una idea de los asuntos de la comedia media: La mujer fea, La mujer robada, La manía de los viejos, La bailarina, El tutor, El usurero. Se le atribuye asimismo la autoría de la obra Ὁ Καρχηδόνιος (ho Karkhēdónios, «El cartaginés»), que inspiraría parte del Poenulus de Plauto.